# Mauricio Macri
Mauricio Macri (născut la 8 februarie 1959 la Tandil) este un om politic de centru-dreapta și om de afaceri argentinian, președintele Argentinei între 10 decembrie 2015 și decembrie 2019,   inginer constructor de profesie, Macri a fost în anii 2005-2007 deputat în camera inferioară a parlamentului din partea Orașului autonom Buenos Aires, iar în anii 2007-2011 și 2011-2015  primar al acestui oraș (șef al guvernului districtului)

## Biografie

### Copilărie și tinerețe
Macri este fiul lui Francisco Macri, un magnat italian a sosit în Argentina, în 1949. Mauricio Macri s-a născut în 1959 la Tandil, în sud-estul provinciei Buenos Aires, într-una din cele mai înstărite familii din Argentina, fiind cel mai mare dintre cei șase copii ai omului de afaceri Francesco „Franco” Macri, imigrant cu rădăcini calabreze născut la Roma în Italia, și ai primei soții a acestuia, Alicia Blanco Villegas, de origine spaniolă. Franco Macri a fost conducătorul concernului Macri-SOCMA, unul din principalele concerne economice din Argentina, activ în producția de automobile (Sevel Argentina),în construcții imobiliare (Sideco),în evacuarea deșeurilor (Manliba),servicii poștale (Correo Argentino), în ramura serviciilor (Págo Facil) în sectorul minier etc. Franco Macri a fost în trecut obiectul mai multor scandaluri de corupție.
Mauricio Macri a urmat școala elementară și liceul la Colegiul Cardinal Newman, unde a legat o lungă și strânsă prietenie cu viitorul om de afaceri Nicolás Caputo.
După studii de inginerie civilă la Universitatea Catolică Pontificală Argentiniană pânăa in 1984 , Macri a studiat în Statele Unite, la Școala de afaceri a Universității Columbia și la Școala de afaceri Wharton a Universității Pennsylvania din Philadelphia.

### Cariera profesională
A lucrat ca inginer în mai multe companii din țară ca Citibank, Sevel și grupul Macri al familiei sale. Între anii 1995-2008  a fost președinte al Clubului de fotbal Boca Juniors.   
Macri a ocupat funcții de conducere în grupul economic Macri creat de tatăl său, Franco Macri.Posedă acțiuni într-un șir de companii Socma Cárnicos S.A., Molina Arrocero Río Guayquiraro S.A., E Costa S.A., Inmobiliaria Litoreña, Flour American Group, Meat American Group, 4 leguas S.A., Socma Farináceos S.A., María Amina S.A., Socma Corp S.A., Agropecuaria del Guayquiraro S.A., Yacylac S.A.

### Cariera politică
În anii 1995-2007 a fost președintele clubului de fotbal Boca Juniors. a 2 aprilie 2003 Macri a întemeiat partidul Angajament pentru schimbare (Compromiso para el Cambio), care s-a unit la 23 august 2005 cu alte partide  pentru a forma un nou partid denumit Propuesta Republicana.(PRO
Ca deputat în camera inferioară a Parlamentului a luptat contra criminalității, propunând creșterea numărului de polițiști și a salariului acestora. În 1991 a fost victima unei răpiri orchestrate de o bandă de foști polițiști.
La 24 iunie 2007 a fost ales  primar al capitalei Buenos Aires, funcție în care a fost reales în 2011.
Ca primar , Macri a dotat poliția capitalei cu arme de tip Taser, ceea ce i-a atras critici. În timpul administrației sale Buenos Aires a cunoscut lucrări de mare anvergură. Și-a creat imaginea unui gestionar pragmatic al bugetului orașului.
L - Propunerea Republicană)
La 22 noiembrie 2013 Macri a câștigat în prima situație de tur secund de scrutin din istoria alegerilor prezidențiale din Argentina, în fața  candidatului peronist al Frontului pentru Victorie, Daniel Scioli.   
Macri este al șaselea șef de stat argentinian ales prin alegeri democratice de la reinstaurarea democrației (după Raul Alfonsin, Carlos Menem, Fernando de la Rúa, Néstor Kirchner și Cristina Fernández de Kirchner, al zecelea din 1983, dacă se ține seama și de presedinții interimari.

### Președinte al Argentinei
La 22 noiembrie 2013 Macri a câștigat primele alegeri prezidențiale din Argentina într-al doilea tur de scrutin, cu 51.4% în fața  candidatului peronist al Frontului pentru Victorie, Daniel Scioli.   
S-au ivit divergențe între președintele ales și președinta aflată încă în funcție, Cristina de Kirchner, în legatură cu protocolul transferului de putere. Cristina de Kirchner dorea, contrar față de regulamentul oficial ca ceremonia să aibăa loc la Congres, și în nici un caz, la Palatul prezidențial.
În cele din urmă ea nu a asistat la transferul puterii, situație care nu s-a produs niciodată de la finele dictaturii militare. Macri a primit însemnele puterii de la președintele interimar Federico Pinedo. La ceremonia instalării lui Macri ca președinte au asistat mai mulți sefi de state latino-americani,   (Michelle Bachelet, Horacio Cartes, Juan Manuel Santos, Rafael Correa, Evo Morales, Dilma Rousseff) fostul rege al Spaniei, Juan Carlos I, și alte personalități. Ca vicepreședinte a fost aleasă Gabriela Michetti.
Macri a fost un critic sever al politicii soților Kirchner care au condus Argentina vreme de 12 ani.

### Viața privată

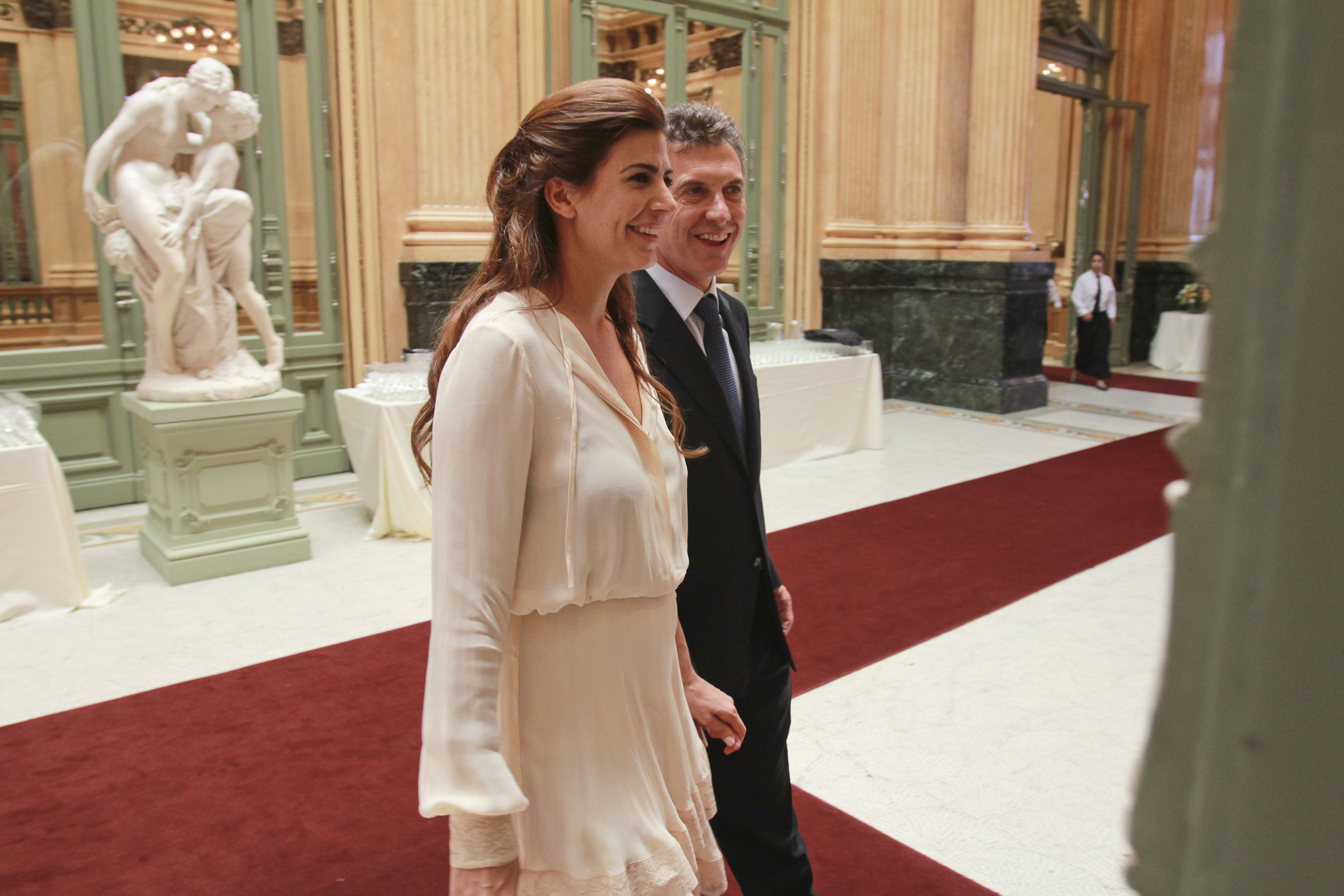
Mauricio Macri, ca primar al capitalei, și soția sa, Juliana,la Teatrul Colon în 2011

Mauricio Macri a fost căsătorit de trei ori și are patru copii. Prima sa soție a fost Yvonne Bordeu, cu care a avut trei copii:Agustina, Gimena si Francisco. După ce a divorțat, s-a însurat în 1994 cu manechina Isabel Menditeguy,  de care s-a despărțit prin divorț în 2005. În 2010 a luat de soție pe femeia de afaceri Juliana Awada Baker, originară dintr-o familie siro-libaneză, cu care are o fiică, Antonia.